# Dominique Renson
Pour les articles homonymes, voir Renson.
 (juin 2014).
Si vous disposez d'ouvrages ou d'articles de référence ou si vous connaissez des sites web de qualité traitant du thème abordé ici, merci de compléter l'article en donnant les références utiles à sa vérifiabilité et en les liant à la section « Notes et références ».
Dominique Renson est une artiste contemporaine française née en 1956 à Paris. Elle vit et travaille à Paris. En 2002, elle a été nommée Chevalier des Arts et des Lettres par Jean-Jacques Aillagon.

## Biographie
Dominique Renson a fait ses études à l'école Duperré de 1972 à 1976, puis à l'École nationale supérieure des beaux-arts à Paris au sein de l'atelier Singier de 1978 à 1980. Cet enseignement, marqué par le mouvement Supports/Surfaces, ne lui convient pas.
C'est à l'issue d'un séjour en Australie en 1989 que Dominique Renson devient peintre. Dans la ville de Broome, elle va souvent à L'animal's Bar fréquenté par des marginaux et des exclus qui la fascinent. À partir de croquis, de photographies, elle réalise des peintures de grands formats. Plus que des portraits, ces visages sont prétexte à parler de ses préoccupations récurrentes que sont la mort, la sexualité, l’exclusion, la marginalité, la folie…
En 1994 pour sa première exposition personnelle à Paris « Humanité », Dominique Renson présente une série de visages « volés » à Broome, à Naples et à Moscou. Par la suite, elle fait poser ses modèles à l'atelier et les met en scène.
Isolée du milieu artistique, Dominique Renson élabore une peinture singulière, « identifiable » selon les propos de la critique Élisabeth Couturier.

## Œuvre
La peinture de Dominique Renson s'organise en série. Elle est le résultat d'une lente réflexion élaborée à l’atelier. Dans les séries « La chambre de sexe » (2002), « La chambre d’isolement » (2003), Dominique Renson enferme les personnages dans des espaces clos. Dans la première série, elle se met en position de voyeur reconstituant l’idée d'une backroom. Dans la seconde, l'artiste fait une performance dans une cellule de l'hôpital psychiatrique de Ville-Evrard. 
Dans la série « Créatures» (2004), Dominique Renson fabrique une boîte-habitacle suffisamment étroite pour y installer son modèle nu. Il s’y trouve alors comme « encagé » et représenté grandeur nature. Ces boîtes sont reprises dans la série « Poupées » (2004), mais cette fois-ci le format de la toile est plus petit : 65 x 46 cm. Dans ces travaux aux fonds blancs, les artifices – maquillage, vêtements etc. – sont des prétextes pour mettre en évidence un geste, un mouvement d’épaule, un visage.
« Cérémonie » (2007-2008) marque un tournant dans l’œuvre de Dominique Renson. Les corps ne sont plus seuls. Ils sont représentés à plusieurs et peints sur des fonds noirs de grands formats (204 x 225 cm), mis en scène sur un banc d’église. À la manière de Nadar, Dominique Renson les invite à mettre leurs « vêtements de cérémonie » pour les capturer à la chambre noire avec l'aide du photographe Philippe Couette.
Dans les séries suivantes « Crucifixion » (2011) et « Danse avec Ali » (2011), le corps flotte sur un fond noir obligeant le regard au resserrement sur la figure, qui se retrouve comme en suspension.
Dans « La Cène », série en cours, Dominique Renson suspend ses personnages dans trois nuances de blanc et les ancre en introduisant des natures mortes. Marquant la perspective et la perturbant, ces natures mortes sont le sujet d’un nouveau travail. Elles font l’objet d’une réflexion sur les couleurs et les matières.
Dominique Renson fait un vrai travail de peintre. Elle prépare ses toiles et ses couleurs en y ajoutant différents liants, pour jouer ou de la matité, ou de la brillance. La présence de la toile brute au bord de la toile met en évidence la matérialité de la peinture.

## Expositions

### Individuelles
- 2018 : Visages de l'émotion - Saint-Merry - Paris
- 2014 : La Scène - Galerie Schwab Beaubourg - Paris
- 2014 : Armory show New York : Cueto – project - New York
- 2013 : Flesch for fantasy - Espace Alain  - Paris
- 2011 : Dominique Renson en résidence - Maison Roland Mouret – Londres
- 2008 : Cérémonies - Galerie Bertin Toublanc  - Art Basel Miami
- 2007 : Autobiographisme - Galerie Bertin Toublanc - Paris
- 2005 : Un jour Derrida  - Centre Pompidou – Paris
- 2005 : Créatures - Galerie Franck Elbaz – Paris
- 2005 : Créatures - Galerie Franck Elbaz - Londres
- 2004 : Adolescence - Galerie le garage -Toulouse
- 2002 : Chambre de sexe, d’isolement - Fondation BETC / Euro-RSCG Paris
- 2001 : Se faire un homme politique - Espace 17 Carole de Bonna - Paris
- 1995 : Le sang, le lait, le miel - Chapelle Saint Louis de la Salpetrière - Paris
- 1994 : Humanité Le monde de l’Art – 18 rue de Paradis - Paris

### Collectives
- 2009. Rendez-vous avec une femme  - Galerie Adler – Paris
- 2006. Les puits du désir - Chapelle de Montataire – Île-de-France
- 2005. Musik - Galerie Sollertis - Toulouse
- 2003. Tempête sous un crâne  - Galerie Valérie Cueto - Paris
- 1998.  Jeune Peinture – Paris
- 1997. Salon d’Art Contemporain – Montrouge
- 1996. Jeune Peinture – Paris
- 1997. Résidence au Delfina Studio – Londres

## Réalisation de films
- 2003. Ma Bohême, Hôpital psychiatrique de Ville Évrard, 4 minutes, Production – UMT.Prestige
- 2009. La mort en vie, 82 minutes, Production Highway.

### Livres et Catalogues (sélection)
- ARDENNE Paul, Dominique Renson, [cat. d’exp. La Scène, galerie Schwab Beaubourg, Paris], éd. Galerie Schwab Beaubourg, 2014.
- JONES Tricia, « Dominique Renson », Soul I.D., Taschen, 2010, p. 387.
- ROSENBACH Alain, Hibrid : Regard croisé sur la peinture Contemporaine en France, Les Éditions des Riaux, 2007.
- CYRULNIK Boris et COUTURIER Élisabeth, Dominique Renson, [cat. d’exp. Autobiographismes, galerie Bertin, Paris], éd. Galerie Bertin, 2007.
- RACHDI Mohamed dir., « Dominique Renson », Les puits du désir, édition Le-RARE, 2006, p. 68–71.
- VIOLLAT Michel, « Regard critique sur Dominique Renson », Jeune peinture, [cat.d’exp.], 1998, p. 75.
- CHALUMEAU Jean-Luc, « Regard critique sur Dominique Renson », Jeune peinture, [cat.d’exp.], 1997, p. 49.

### Articles (sélection)
- Élisabeth Couturier, « Le musée secret de Dominique Renson », Arts Magazine, juin 2013, no 77, p. 90–94.
- Dr Stephen Brogan, « Dominique Renson », Beige, novembre 2011, p. 47.
- LISSE Michel, « Iconographie de Jacques Derrida », interférences littéraires, nouvelle série, no 2, « Iconographies de l’écrivain », dir. N.Dewez & D.Martens, mai 2009, p. 257–263.
- SAUSSET Dominique, « Dominique Renson », Update – Art Magazine, 2007-2008, p. 113–119.
- SAUSSET Dominique, « Dominique Renson », by Damien Sausset, Update – Art Magazine, N° spécial Pierre Restany, [mars 2003], p. 121–127.
- CHALUMEAU Jean-Luc, « Regard critique sur Dominique Renson », Verso Art et Lettres, 1997, p. 75.
- ARRIGHI Marie-Anne, « Cachez ce sang que je ne saurais voir », Libération, 1995
- MASSOULIER Chloé, « Dominique Renson », Soon, no 2, non daté, p. 240–247.

### DVD
- 2002 : Derrida de Kirby Dick et Amy Ziering Kofman, Zeitgeist film, voir. séquence rencontre De Derrida et Renson à la Salpetrière.

### Télévision et Radio
- 2007. TV5, Internationale - Rubrique culturelle : Marie France Horlaville rencontre Dominique Renson  au Miami Art Basel.
- 2007. France culture, Dominique Renson  entretien avec Elisabeth Couturier.
- 2001. Magazine UBIK, Interview Dominique Renson par Chantal Lasbats.
- 2000. ARTE, Infos – Interview Dominique Renson par Chantal Lasbats.
- 1999. France 2, Art et Mode: rencontre avec Dominique Renson.
- 1995. France Culture, Interview Dominique Renson par Alin Avila.
- 1995. LCI,  Entretien de Jean–Jaques Aillagon et Dominique Renson par Daniela Lambroso.

### Sitographie
- TOURNEMIRE Lara, La mort en vie de Dominique Renson, viseulimage.com, mai 2014, http://www.visuelimage.com/?edito=8353
- COUTURIER Élisabeth, Interview de Dominique Renson, Parisart, juin 2007, http://www.paris-art.com/interview-artiste/dominique-renson-/renson-dominique/186.html#haut
- POSNIC Emmanuel, Dominique Renson à propos de l’exposition Créatures, 2007,http://www.dominique-renson.com/art/art-posnic.ht
- One Night in Paris, Art Forum, 15 septembre 2005, www.artforum.com.